# Llista d'asteroides/102501–102600
| Nom                | Designació provisional | Data de descobriment | Lloc de descobriment | Descobridor/s                        |
| ------------------ | ---------------------- | -------------------- | -------------------- | ------------------------------------ |
| 102501 -           | 1999 TZ283             | 9 d'octubre, 1999    | Socorro              | LINEAR                               |
| 102502 -           | 1999 TF285             | 9 d'octubre, 1999    | Socorro              | LINEAR                               |
| 102503 -           | 1999 TJ288             | 10 d'octubre, 1999   | Socorro              | LINEAR                               |
| 102504 -           | 1999 TV288             | 10 d'octubre, 1999   | Socorro              | LINEAR                               |
| 102505 -           | 1999 TZ288             | 10 d'octubre, 1999   | Socorro              | LINEAR                               |
| 102506 -           | 1999 TU289             | 10 d'octubre, 1999   | Socorro              | LINEAR                               |
| 102507 -           | 1999 TL290             | 10 d'octubre, 1999   | Socorro              | LINEAR                               |
| 102508 -           | 1999 TZ291             | 11 d'octubre, 1999   | Socorro              | LINEAR                               |
| 102509 -           | 1999 TE293             | 12 d'octubre, 1999   | Socorro              | LINEAR                               |
| 102510 -           | 1999 TP293             | 12 d'octubre, 1999   | Socorro              | LINEAR                               |
| 102511 -           | 1999 TQ298             | 2 d'octubre, 1999    | Kitt Peak            | Spacewatch                           |
| 102512 -           | 1999 TO300             | 3 d'octubre, 1999    | Kitt Peak            | Spacewatch                           |
| 102513 -           | 1999 TE303             | 4 d'octubre, 1999    | Kitt Peak            | Spacewatch                           |
| 102514 -           | 1999 TC304             | 4 d'octubre, 1999    | Catalina             | CSS                                  |
| 102515 -           | 1999 TT305             | 3 d'octubre, 1999    | Catalina             | CSS                                  |
| 102516 -           | 1999 TC306             | 6 d'octubre, 1999    | Socorro              | LINEAR                               |
| 102517 -           | 1999 TZ309             | 4 d'octubre, 1999    | Kitt Peak            | Spacewatch                           |
| 102518 -           | 1999 TB312             | 8 d'octubre, 1999    | Kitt Peak            | Spacewatch                           |
| 102519 -           | 1999 TO312             | 5 d'octubre, 1999    | Anderson Mesa        | LONEOS                               |
| 102520 -           | 1999 TW318             | 12 d'octubre, 1999   | Kitt Peak            | Spacewatch                           |
| 102521 -           | 1999 TE319             | 9 d'octubre, 1999    | Socorro              | LINEAR                               |
| 102522 -           | 1999 TC321             | 10 d'octubre, 1999   | Socorro              | LINEAR                               |
| 102523 -           | 1999 UG                | 16 d'octubre, 1999   | Višnjan Observatory  | K. Korlević                          |
| 102524 -           | 1999 UK                | 16 d'octubre, 1999   | Višnjan Observatory  | K. Korlević                          |
| 102525 -           | 1999 UV                | 16 d'octubre, 1999   | Višnjan Observatory  | K. Korlević                          |
| 102526 -           | 1999 UG1               | 16 d'octubre, 1999   | Višnjan Observatory  | K. Korlević                          |
| 102527 -           | 1999 UH2               | 17 d'octubre, 1999   | Višnjan Observatory  | K. Korlević                          |
| 102528 -           | 1999 US3               | 26 d'octubre, 1999   | Anderson Mesa        | LONEOS                               |
| 102529 -           | 1999 UD4               | 27 d'octubre, 1999   | Višnjan Observatory  | K. Korlević                          |
| 102530 -           | 1999 UF4               | 30 d'octubre, 1999   | Biosphere 2          | G. J. Garradd                        |
| 102531 -           | 1999 UP4               | 31 d'octubre, 1999   | Ondřejov             | L. Šarounová                         |
| 102532 -           | 1999 UU4               | 31 d'octubre, 1999   | Modra                | A. Galád, J. Tóth                    |
| 102533 -           | 1999 UB5               | 28 d'octubre, 1999   | Catalina             | CSS                                  |
| 102534 -           | 1999 UJ5               | 29 d'octubre, 1999   | Socorro              | LINEAR                               |
| 102535 -           | 1999 UL6               | 28 d'octubre, 1999   | Xinglong             | Beijing Schmidt CCD Asteroid Program |
| 102536 - Luanenjie | 1999 UN6               | 28 d'octubre, 1999   | Xinglong             | Beijing Schmidt CCD Asteroid Program |
| 102537 -           | 1999 UY7               | 29 d'octubre, 1999   | Catalina             | CSS                                  |
| 102538 -           | 1999 UZ9               | 31 d'octubre, 1999   | Socorro              | LINEAR                               |
| 102539 -           | 1999 UT10              | 31 d'octubre, 1999   | Socorro              | LINEAR                               |
| 102540 -           | 1999 UV11              | 29 d'octubre, 1999   | Kitt Peak            | Spacewatch                           |
| 102541 -           | 1999 UN12              | 28 d'octubre, 1999   | Catalina             | CSS                                  |
| 102542 -           | 1999 UT12              | 29 d'octubre, 1999   | Catalina             | CSS                                  |
| 102543 -           | 1999 UV12              | 29 d'octubre, 1999   | Catalina             | CSS                                  |
| 102544 -           | 1999 UK13              | 29 d'octubre, 1999   | Catalina             | CSS                                  |
| 102545 -           | 1999 UP14              | 29 d'octubre, 1999   | Catalina             | CSS                                  |
| 102546 -           | 1999 UQ15              | 29 d'octubre, 1999   | Catalina             | CSS                                  |
| 102547 -           | 1999 UW15              | 29 d'octubre, 1999   | Catalina             | CSS                                  |
| 102548 -           | 1999 UF16              | 29 d'octubre, 1999   | Catalina             | CSS                                  |
| 102549 -           | 1999 UP16              | 29 d'octubre, 1999   | Catalina             | CSS                                  |
| 102550 -           | 1999 UY17              | 30 d'octubre, 1999   | Kitt Peak            | Spacewatch                           |
| 102551 -           | 1999 UC18              | 30 d'octubre, 1999   | Kitt Peak            | Spacewatch                           |
| 102552 -           | 1999 UF20              | 31 d'octubre, 1999   | Kitt Peak            | Spacewatch                           |
| 102553 -           | 1999 UJ20              | 31 d'octubre, 1999   | Kitt Peak            | Spacewatch                           |
| 102554 -           | 1999 US21              | 31 d'octubre, 1999   | Kitt Peak            | Spacewatch                           |
| 102555 -           | 1999 UG22              | 31 d'octubre, 1999   | Kitt Peak            | Spacewatch                           |
| 102556 -           | 1999 UW23              | 28 d'octubre, 1999   | Catalina             | CSS                                  |
| 102557 -           | 1999 UY23              | 28 d'octubre, 1999   | Catalina             | CSS                                  |
| 102558 -           | 1999 UJ24              | 28 d'octubre, 1999   | Catalina             | CSS                                  |
| 102559 -           | 1999 UJ25              | 28 d'octubre, 1999   | Catalina             | CSS                                  |
| 102560 -           | 1999 UR25              | 29 d'octubre, 1999   | Catalina             | CSS                                  |
| 102561 -           | 1999 UX27              | 30 d'octubre, 1999   | Kitt Peak            | Spacewatch                           |
| 102562 -           | 1999 UD28              | 30 d'octubre, 1999   | Kitt Peak            | Spacewatch                           |
| 102563 -           | 1999 UW29              | 31 d'octubre, 1999   | Kitt Peak            | Spacewatch                           |
| 102564 -           | 1999 UH30              | 31 d'octubre, 1999   | Kitt Peak            | Spacewatch                           |
| 102565 -           | 1999 UL30              | 31 d'octubre, 1999   | Kitt Peak            | Spacewatch                           |
| 102566 -           | 1999 UB32              | 31 d'octubre, 1999   | Kitt Peak            | Spacewatch                           |
| 102567 -           | 1999 UY32              | 31 d'octubre, 1999   | Kitt Peak            | Spacewatch                           |
| 102568 -           | 1999 UG35              | 31 d'octubre, 1999   | Kitt Peak            | Spacewatch                           |
| 102569 -           | 1999 UQ35              | 30 d'octubre, 1999   | Kitt Peak            | Spacewatch                           |
| 102570 -           | 1999 UW35              | 31 d'octubre, 1999   | Kitt Peak            | Spacewatch                           |
| 102571 -           | 1999 UX35              | 31 d'octubre, 1999   | Kitt Peak            | Spacewatch                           |
| 102572 -           | 1999 UW36              | 16 d'octubre, 1999   | Kitt Peak            | Spacewatch                           |
| 102573 -           | 1999 UH40              | 16 d'octubre, 1999   | Socorro              | LINEAR                               |
| 102574 -           | 1999 UH41              | 17 d'octubre, 1999   | Anderson Mesa        | LONEOS                               |
| 102575 -           | 1999 UQ42              | 28 d'octubre, 1999   | Catalina             | CSS                                  |
| 102576 -           | 1999 UZ42              | 28 d'octubre, 1999   | Catalina             | CSS                                  |
| 102577 -           | 1999 UE43              | 28 d'octubre, 1999   | Catalina             | CSS                                  |
| 102578 -           | 1999 UO43              | 28 d'octubre, 1999   | Catalina             | CSS                                  |
| 102579 -           | 1999 UZ43              | 29 d'octubre, 1999   | Catalina             | CSS                                  |
| 102580 -           | 1999 UC44              | 29 d'octubre, 1999   | Catalina             | CSS                                  |
| 102581 -           | 1999 US44              | 30 d'octubre, 1999   | Catalina             | CSS                                  |
| 102582 -           | 1999 UD46              | 31 d'octubre, 1999   | Catalina             | CSS                                  |
| 102583 -           | 1999 UE47              | 29 d'octubre, 1999   | Catalina             | CSS                                  |
| 102584 -           | 1999 UE48              | 30 d'octubre, 1999   | Catalina             | CSS                                  |
| 102585 -           | 1999 UJ48              | 30 d'octubre, 1999   | Catalina             | CSS                                  |
| 102586 -           | 1999 UR49              | 30 d'octubre, 1999   | Catalina             | CSS                                  |
| 102587 -           | 1999 UA50              | 30 d'octubre, 1999   | Catalina             | CSS                                  |
| 102588 -           | 1999 UM52              | 31 d'octubre, 1999   | Catalina             | CSS                                  |
| 102589 -           | 1999 UP52              | 31 d'octubre, 1999   | Catalina             | CSS                                  |
| 102590 -           | 1999 UT52              | 31 d'octubre, 1999   | Catalina             | CSS                                  |
| 102591 -           | 1999 UP57              | 29 d'octubre, 1999   | Kitt Peak            | Spacewatch                           |
| 102592 -           | 1999 VE1               | 4 de novembre, 1999  | Olathe               | Olathe                               |
| 102593 -           | 1999 VY1               | 5 de novembre, 1999  | Oaxaca               | J. M. Roe                            |
| 102594 -           | 1999 VC3               | 1 de novembre, 1999  | Kitt Peak            | Spacewatch                           |
| 102595 -           | 1999 VJ3               | 1 de novembre, 1999  | Kitt Peak            | Spacewatch                           |
| 102596 -           | 1999 VN3               | 1 de novembre, 1999  | Kitt Peak            | Spacewatch                           |
| 102597 -           | 1999 VS3               | 1 de novembre, 1999  | Kitt Peak            | Spacewatch                           |
| 102598 -           | 1999 VE4               | 1 de novembre, 1999  | Catalina             | CSS                                  |
| 102599 -           | 1999 VX4               | 5 de novembre, 1999  | Višnjan Observatory  | K. Korlević                          |
| 102600 -           | 1999 VC5               | 5 de novembre, 1999  | Višnjan Observatory  | K. Korlević                          |